# Mosannona guatemalensis
Mosannona guatemalensis  es una especie de planta fanerógama en la familia Annonaceae.
Es un árbol de 7 m, endémico de Guatemala que fue únicamente registrado en el departamento de Alta Verapaz.

## Taxonomía
Mosannona guatemalensis fue descrita por (Lundell) Chatrou y publicado en Changing Genera. Systematic studies in Neotropical and West African Annonaceae 166. 1998.
Sinonimia
- Malmea guatemalensis Lundell[3]